# Pembroke (Maine)
Pembroke es un pueblo ubicado en el condado de Washington en el estado estadounidense de Maine. En el Censo de 2010 tenía una población de 840 habitantes y una densidad poblacional de 9,2 personas por km².

## Geografía
Pembroke se encuentra ubicado en las coordenadas 44°55′7″N 67°8′8″O / 44.91861, -67.13556. Según la Oficina del Censo de los Estados Unidos, Pembroke tiene una superficie total de 91.31 km², de la cual 70.85 km² corresponden a tierra firme y (22.4%) 20.46 km² es agua.

## Demografía
Según el censo de 2010, había 840 personas residiendo en Pembroke. La densidad de población era de 9,2 hab./km². De los 840 habitantes, Pembroke estaba compuesto por el 94.88% blancos, el 0.12% eran afroamericanos, el 1.31% eran amerindios, el 0.36% eran asiáticos, el 0% eran isleños del Pacífico, el 0.24% eran de otras razas y el 3.1% pertenecían a dos o más razas. Del total de la población el 0.95% eran hispanos o latinos de cualquier raza.